# Francesco Pucci (arcivescovo)
Francesco Pucci (Pisa, ... – ...; fl. XIV secolo) è stato un arcivescovo cattolico italiano.

## Biografia
Si sa poco del canonico pisano Francesco Pucci, da alcuni storici addirittura non compreso nell'elenco degli arcivescovi pisani. Mattei parla della sua nomina da parte di papa Innocenzo VI nel 1362, in sostituzione del predecessore Giovanni Scarlatti.